# Fireforming

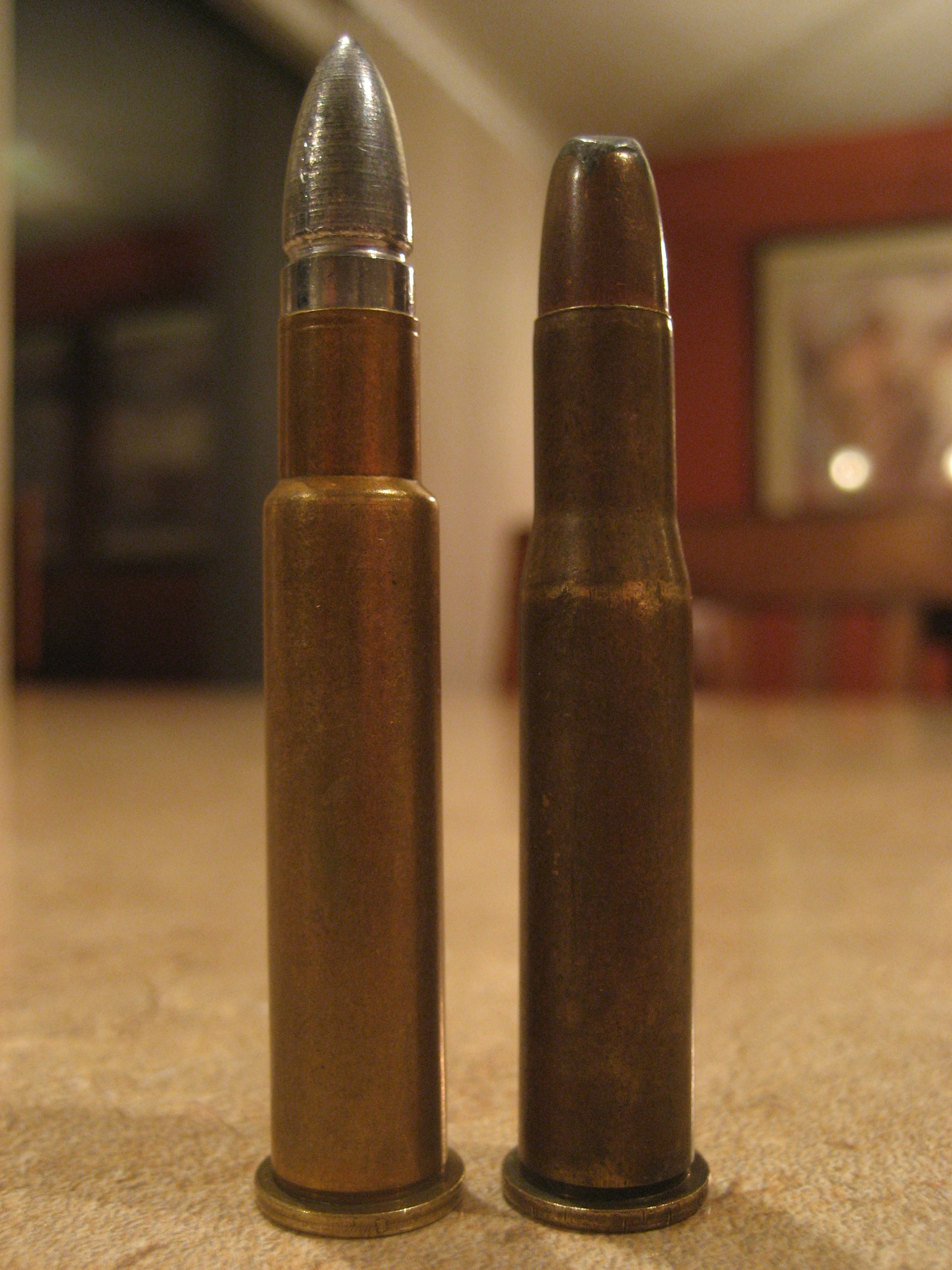
Nabój 30-30 Ackley Improved (po lewej) elaborowany na sformatowanej ogniowo łusce naboju 30-30 (po prawej)

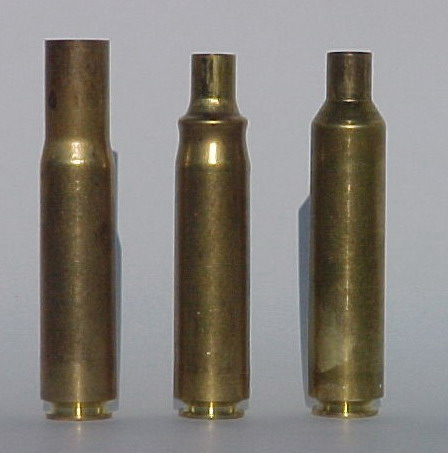
Od lewej: łuska 425 Westley Richards, ta sama łuska po skróceniu i mechanicznym zwężeniu szyjki na długości odpowiadającej headspace kalibru 284 Achilles, łuska 284 Achilles po fireformingu

Fireforming (także formatowanie ogniowe, fire-forming lub fire forming) – przeniesione z angielskiego określenie procesu dokładnego dopasowania łuski naboju zespolonego do wymiarów komory nabojowej broni, z której nabój odstrzelono. Zabieg prowadzi się celem unifikacji partii łusek przeznaczonych do precyzyjnego strzelania oraz jako końcowy proces przy formowaniu łusek do kalibrów trudno dostępnych lub wildcatów. Fireforming jest szczególnym przypadkiem kształtowania wybuchowego.
Strzelectwo precyzyjne wymaga amunicji wykonanej dokładniej niż przewidują to fabryczne normy (czasem zawężone w stosunku do wartości dopuszczalnych przepisami CIP oraz SAAMI) i dlatego przy ręcznej elaboracji amunicji często stosuje się – poza standardowymi zabiegami – fireforming. Proces ten ujednolica objętość wszystkich łusek w partii oraz minimalizuje swobodny ruch naboju w komorze nabojowej. Amunicja elaborowana na tak przygotowanych łuskach cechuje się mniejszym błędem standardowym maksymalnego ciśnienia gazów prochowych, a zatem i prędkości początkowej pocisku, oraz zdecydowanie lepszym skupieniem.
Fireforming jest również jedynym lub ostatnim procesem przy konwersji łusek powszechnie dostępnych na łuski kalibrów nie produkowanych, z wyłączeniem nielicznych przypadków, w których wystarcza jedynie obróbka mechaniczna łuski. Jeżeli headspace łuski wildcata odpowiada headspace łuski fabrycznej – wszystkie kalibry Ackley Improved – wystarczy odstrzelić fabryczną amunicję. Podobnie postępuje się przy konwersji łuski o większym kalibrze na mniejszy (ilustracja obok), po dopasowaniu długości łuski do nowego kalibru mechanicznie formatuje się szyjkę do długości headspace kalibru docelowego a następnie elaboruje taką częściowo przygotowaną łuskę i odstrzeliwuje. W przypadkach gdy nie da się dopasować headspace łuski wyjściowej do headspace łuski docelowej – np. likwidacja nadmiernego headspace amunicji z wtokiem, pogłębiona komora nabojowa celem zwiększenia pojemności łuski (zwiększenie naważki prochu) lub większość przypadków konwersji łuski kalibru mniejszego na większy – proces jest bardziej skomplikowany, najczęściej stosuje się jedną z dwóch metod:
- Do łuski wyjściowej, po osadzeniu w niej spłonki, wsypuje się dobraną z tabel ilość bardzo szybkiego prochu a następnie wypełnia mielonymi kaczanami kukurydzy i zaciska w matrycy elaboracyjnej. Tak przygotowaną łuskę odpala się bezpośrednio z matrycy umieszczonej w dość prostej konstrukcyjnie przystawce. Bezwładność kaczanów jest wystarczająca by ciśnienie gazów prochowych nadało łusce oczekiwany kształt, a w skrajnych przypadkach jedynie prawidłowy headspace, umożliwiający ponowny fireforming bezpośrednio z broni. Jest to metoda zdecydowanie zalecana, lecz niestety brakuje obowiązującej w Polsce wykładni prawnej dotyczącej legalności tego procesu. Zdaniem większości prawników – w świetle przepisów Europejskiej konwencji o kontroli nabywania i posiadania broni palnej przez osoby fizyczne, w wersji ratyfikowanej przez Prezydenta – jest dopuszczalna[3][4][5] bo modyfikacja matrycy umożliwiająca oddanie z niej strzału nie może być rozumiana jako wyrób broni bez wymaganej koncesji.
- W łusce wstępnie ukształtowanej lub łusce gotowej w przypadku jedynie korekty headspace, po uprzednim osadzeniu spłonki i wsypaniu wynikającej z tabel naważki odpowiedniego prochu, osadza się płytko długi pocisk, tak by łączna długość naboju była większa od długości komory nabojowej. Zamykając zamek broni lub broń łamaną pocisk zostaje głębiej wciśnięty do łuski, lecz nadal dopycha ją do czoła zamka lub baskili przeciwdziałając separacji denka przy nadmiernym headspace. Metoda jest prawie tak samo skuteczna, jak opisana powyżej, lecz nie daje pełnej gwarancji uniknięcia uszkodzenia części przydennej oraz wymaga – czasem uciążliwego – udania się na strzelnicę i zużycia sporej ilości kosztownych pocisków.

Większe konwersje łuski, zarówno przy pomocy matryc (Case Forming Die) jak i metodą fireformingu, wymagają – czasem kilkukrotnego – odpuszczania plastycznie odkształcanego materiału łuski.